# Loch Garbhaig
Loch Garbhaig är en sjö i Storbritannien.   Den ligger i kommunen Highland och riksdelen Skottland, i den nordvästra delen av landet, 800 km nordväst om huvudstaden London. Loch Garbhaig ligger 301 meter över havet. Arean är 0,40 kvadratkilometer. Den ligger vid sjön Lochan Fada. Trakten runt Loch Garbhaig består i huvudsak av gräsmarker. Den sträcker sig 0,5 kilometer i nord-sydlig riktning, och 1,8 kilometer i öst-västlig riktning.